# Psia Górka (Młyny)
Psia Górka – część wsi Młyny w Polsce, położona w województwie świętokrzyskim, w powiecie buskim, w gminie Busko-Zdrój.
W latach 1975–1998 Psia Górka administracyjnie należała do województwa kieleckiego.